# 치클론 4호
치클론 4호(Tsyklon-4)는 우크라이나가 개발한 치클론 로켓 시리즈의 상업용 우주 발사체이다. 브라질 알칸타라 발사 센터에서 발사 서비스를 할 계획이었다. 개발이 취소되었다. 이후 캐나다와 합작하여 치클론-4M를 개발중이다.

## 역사
치클론 3호를 개량했다. 무게 200톤의 3단 액체연료 로켓이다. 한국의 무게 140톤 나로호와 무게 200톤 누리호와 비슷하다.
2002년 개발을 시작했으며, 2006년 최초 발사를 할 계획이었다. 나로호와 개발일정도 매우 비슷하다. 그러나 브라질 알칸타라 발사 센터에서 대형 폭발사고가 나서 기술자들이 많이 죽으면서, 전체 개발 계획이 전면 취소되었다.

## 누리호
1999년 한국 김대중 정부의 국정원은 러시아에서 SS-18 사탄 ICBM을 고철로 밀수했다. 2018년 현재에도 세계 최대 ICBM으로 실전배치중인 SS-18 사탄 ICBM은 구소련 시절 우크라이나 유즈노예 설계국에서 설계를 하고, 유즈마쉬 공장에서 제작을 한 핵미사일이다.
치클론 로켓은 SS-18 사탄 ICBM을 인공위성 발사용 로켓으로 개조한 것이다. 1967년 치클론 1호가 최초 발사되었으며, 2009년 치클론 3호가 마지막으로 발사되었다. 친미로 돌아선 우크라이나와 러시아는 크림반도를 놓고 전쟁까지 치렀으며, 러시아는 앙가라 로켓의 독자개발을 하게 되었다. 이에 우크라이나는 브라질, 캐나다 등과 합작하여 SS-18 사탄 ICBM을 대량 수출하려고 하지만, 쉽지 않다.
치클론 4호는 무게만이 아니라, 엔진 추력도 누리호와 비슷하다. 누리호 개발에도 우크라이나 유즈노예의 기술을 이전받았다.
- 치클론 3호,  소련,  우크라이나, 무게 200톤, 1단 추력 300톤, 2단 추력 100톤, 3단 추력 8톤, 1977년부터 2009년까지 122회 발사
- 치클론 4호,  브라질, 무게 200톤, 1단 추력 300톤, 2단 추력 100톤, 3단 추력 8톤, 2006년 최초발사(취소)
- 누리호,  대한민국, 무게 200톤, 1단 추력 300톤, 2단 추력 75톤, 3단 추력 8톤, 2020년 최초발사
- 치클론-4M,  캐나다, 무게 274톤, 1단 추력 320톤, 2단 추력 8톤, 2020년 최초발사

브라질은 예산과다를 이유로, 2015년 우크라이나와 합작개발계약을 취소했다. 유즈노예는 3단 치클론 4호를 2단으로 줄인 치클론-4M을 개발중이다. 2020년부터 캐나다에서 발사할 계획이다.

## 같이 보기
- 치클론-4M
- 드네프르 로켓 - 치클론과 드네프르는 모두 사탄 ICBM이다.